# وام‌گیری زبانی
وام‌گیری زبانی به معنای استفاده یک زبان از واژه‌ها و اصطلاحات زبان‌های دیگر است و دو گونهٔ متمایز دارد:
۱. وام‌واژه: که گونهٔ نخست و آشکار و تقریباً آگاهانه وامگیری زبانی است و به معنای به‌کارگیری واژه‌های دیگر زبان‌ها است، مانند هزاران واژه‌ای که زبان فارسی در طیّ تاریخ شکل‌گیری و دگرگونی خود از ملل عرب زبان و دیگر ملت‌ها به امانت گرفته است. در گذشته به وام‌واژه، «الفاظ دخیل» می‌گفتند و به آن «واژه‌های عاریتی» نیز می‌گویند.
۲. گرته‌برداری: در این وام‌گیری صورت ترکیبی اصطلاحات زبان بیگانه تجزیه می‌شود و به ازای هر یک از کلمات آن، واژه‌ای قرار داده می‌شود. مانند «سیب‌زمینی» که به ازای اصطلاح فرانسوی «Pomme de terre» وضع شده است. دو واژه «سیب» و «زمینی» در فارسی وجود داشته است، اما از ترکیب آن‌ها معنای تازه‌ای برای نامیدن چیز تازه‌ای به‌دست آمده است.